# Otłoczyn (gromada)
Otłoczyn – dawna gromada, czyli najmniejsza jednostka podziału terytorialnego Polskiej Rzeczypospolitej Ludowej w latach 1954–1972.
Gromady, z gromadzkimi radami narodowymi (GRN) jako organami władzy najniższego stopnia na wsi, funkcjonowały od reformy reorganizującej administrację wiejską przeprowadzonej jesienią 1954 do momentu ich zniesienia z dniem 1 stycznia 1973, tym samym wypierając organizację gminną w latach 1954–1972.
Gromadę Otłoczyn z siedzibą GRN w Otłoczynie utworzono – jako jedną z 8759 gromad na obszarze Polski – w powiecie toruńskim w woj. bydgoskim, na mocy uchwały nr 24/14 WRN w Bydgoszczy z dnia 5 października 1954. W skład jednostki wszedł obszar dotychczasowej gromady Otłoczyn ze zniesionej gminy Popioły oraz główną część dotychczasowej gromady Brzoza z obszarem poligonu biegnącym na wschód od tzw. drogi Popiołówki o obszarze 3.378 ha ze zniesionej gminy Podgórz w powiecie toruńskim, a także obszar dotychczasowej gromady Białe Błota ze zniesionej gminy Służewo w powiecie aleksandrowskim, w tymże województwie. Dla gromady ustalono 19 członków gromadzkiej rady narodowej.
31 grudnia 1961 z gromady Otłoczyn wyłączono wsie Białe Błota, Karczemka, Otłoczyn i Otłoczynek, włączając je do nowo utworzonej gromady Wołuszewo w powiecie aleksandrowskim w tymże województwie, po czym gromadę Otłoczyn zniesiono, włączając jej (pozostały) obszar do gromady Wielka Nieszawka z siedzibą GRN w Toruniu-Podgórzu w powiecie toruńskim.